# رعد سرکش
رعد سرکش (به انگلیسی: Naughty Thunder) فیلمی هندی محصول سال ۲۰۰۵ و به کارگردانی جایانات سی پرانجی است. در این فیلم بازیگرانی همچون نانداموری بالاکریشنا، کاترینا کایف، چارمی کائور، پانت ایثار، موکش ریشی، راهول دو و کوتا سرینیواسا راو ایفای نقش کرده‌اند.